# Dani Shapiro
Dani (Daneile) Shapiro (New York, 10 aprile 1962) è una scrittrice statunitense, autrice di romanzi tra cui Family History (2003), Black & White (2007) e più recentemente Signal Fires (2022) e libri di memorie come Slow Motion (1998), Devotion (2010), Hourglass (2017), e Inheritance (2019)..
Ha scritto per settimanali quali The New Yorker, The Oprah Magazine, Vogue, e Elle. Nel febbraio 2019 ha creato un originale podcast su iHeart Radio chiamato Family Secrets.

## Biografia
Nata Daneile Shapiro nell'aprile 1962 a New York City, è la figlia di Paul Shapiro, appartenente ad una famiglia ebrea ortodossa (che lei ha poi appreso attraverso un test del DNA, non essere suo padre biologico), e Irene Shapiro, del South Jersey. Dani Shapiro ha frequentato una scuola diurna ebraica di Solomon Schechter fino alla prima media, dopodiché ha frequentato la Pingry School nel New Jersey. Ha frequentato il Sarah Lawrence College, dove ha avuto come insegnante Grace Paley.

## Vita privata
Sposata dal 1997 con lo sceneggiatore Michael Maren, hanno un figlio di nome Jacob. Nei primi anni duemila Dani e la famiglia hanno lasciato Brooklyn, New York, per trasferirsi a Litchfield County, nel Connecticut.

### Opere tradotte in italiano
- Clessidra. Tempo, memoria, matrimonio, Edizioni Clichy, 2018, ISBN 9788867994298
- Segnali di fuoco, Neri Pozza, 2023, ISBN 9788854525764